# Dulichiella lecroyae
Dulichiella lecroyae is een vlokreeftensoort uit de familie van de Melitidae. De wetenschappelijke naam van de soort is voor het eerst geldig gepubliceerd in 2007 door Lowry & Springthorpe.